# Shibata (Niigata)
Shibata (新発田市 Shibata-shi?) es una ciudad en la prefectura de Niigata, Japón, localizada en la parte centro-oeste de la isla de Honshū, en la región de Chūbu. El 1 de marzo de 2021 tenía una población estimada de 94 258 habitantes y una densidad de población de 177 personas por km².

## Geografía
Shibata se encuentra en una región mayormente interior del centro-norte de la prefectura de Niigata, en el extremo norte de la llanura de Echigo, con una pequeña costa en el mar de Japón.

## Historia
El área de la actual Shibata era parte de la antigua provincia de Echigo. El área se desarrolló como jōkamachio para el Dominio Shibata bajo el shogunato Tokugawa durante el período Edo. Después de la restauración Meiji, el área se organizó en el distrito de Kitakanbara, Niigata. El pueblo de Shibata se estableció el 1 de abril de 1889 y fue elevado al esttus de ciudad el 1 de enero de 1947. El 7 de julio de 2003, el pueblo de Toyoura (del distrito de Kitakanbara) se fusionó con Shibata. Asimismo, el 1 de mayo de 2005, el pueblo de Shiunji y la villa de Kajikawa (ambos del distrito de Kitakanbara) se fusionaron en Shibata.

## Economía
La economía de Shibata está dominada por el sector agrícola, con el arroz como cultivo primario. Las industrias incluyen la elaboración de sake y la producción de componentes plásticos.

## Demografía
Según los datos del censo japonés, la población de Shibata se ha mantenido relativamente estable en los últimos 60 años.
| Gráfica de evolución demográfica de Shibata entre 1960 y 2015 |
|                                                               |
| Oficina de Estadísticas de Japón                              |